# Juliana (televisieserie)
Juliana is de naam van twee opeenvolgende Nederlandse miniseries, die gemaakt zijn door S&V Fiction (producent Paul Voorthuysen) in opdracht van en uitgezonden door de Evangelische Omroep in 2006 en 2009. 

## Algemene inhoud
De serie draait om het leven van koningin Juliana der Nederlanden (sinds haar dood in 2004 dient zij weer aangeduid te worden met 'koningin Juliana'). Belangrijke rollen zijn tevens weggelegd voor Juliana's echtgenoot prins Bernhard en Juliana's moeder koningin Wilhelmina. 

## Hoofdrollen
In zowel de eerste als tweede serie zijn de hoofdrollen door dezelfde acteurs vertolkt, namelijk Marieke de Kleine als Juliana, Hylke van Sprundel als Bernhard en Ria Eimers als Wilhelmina.

## Juliana: prinses van Oranje (serie 1)

### Korte inhoud
In serie 1 wordt ingegaan op de studietijd van Juliana in Leiden; haar worsteling met de voorbereiding op het koningschap; de problemen rondom het huwelijk van Wilhelmina en prins Hendrik; en uiteindelijk het geluk dat de jongvolwassen Juliana vindt bij Bernhard.

### Rolverdeling in serie 1 (selectie)
- Marieke de Kleine - prinses Juliana
- Hylke van Sprundel - prins Bernhard
- Ria Eimers - Koningin Wilhelmina
- René van Zinnicq Bergmann - baron Baum
- Wim van der Grijn - prins Hendrik
- Annet Nieuwenhuyzen - koningin Emma
- Emmelie Zipson - Clara de Brauw
- Lonneke Dapiran - Jet Quint
- Vivienne van den Assem - Anna Roell
- Anna Rottier - juffrouw Lyklema

## Juliana: koningin van Oranje (serie 2)

### Korte inhoud

#### Aflevering 1
In aflevering 1 wordt er ingegaan op de oorlogsjaren 1940-1945 en Juliana's ballingschap in Canada. Duidelijk wordt dat Juliana zich in Canada sterk heeft ingezet voor bezet Nederland. Tegelijkertijd wordt ook in beeld gebracht dat Juliana vermoedens heeft dat Bernhard haar niet trouw is. 

#### Aflevering 2
In aflevering 2 probeert een volwassen en voorbereide Juliana haar moeder er te van overtuigen dat ze klaar is voor de troon. In deze aflevering wordt tevens prinses Marijke/Christina geboren. Doordat Juliana tijdens de zwangerschap rodehond opliep, werd prinses Marijke met een oogafwijking geboren. De wroeging en het zelfverwijt die Juliana op het hart drukt, wordt aan het eind van de tweede aflevering uitgebeeld. Tevens wordt een aanzet gegeven tot de introductie van Greet Hofmans. 

#### Aflevering 3 en 4
Onbekend.

### Rolverdeling in serie 2 (selectie)
- Marieke de Kleine - prinses Juliana
- Hylke van Sprundel - prins Bernhard
- Ria Eimers - koningin Wilhelmina
- Johanna ter Steege - Greet Hofmans
- Gerrie van der Klei - Armgard von Sierstorpff-Cramm
- Lex van Delden - Willem Drees
- Natalie Edwardes - Ann Orr Lewis
- Pauline van Rhenen - Adolphine van Heeckeren
- Lou Landré - minister Louis Beel

## Muziek
- In beide series is het eerste deel van de Vijfde symfonie van de Britse componist Ralph Vaughan Williams (1872-1958) het leitmotiv.